# لاسون ۱۴۵۸۴
سیارک ۱۴۵۸۴ (به انگلیسی: 14584 Lawson، نامگذاری:1998RH63) چهارده هزار و پانصد و هشتاد و چهارمین سیارک کشف شده‌است که در ۱۴ سپتامبر ۱۹۹۸ کشف شد.
قدر مطلق سیارک برابر ۱۶.۲ است.